# Reserva de la biosfera de los Ancares Leoneses

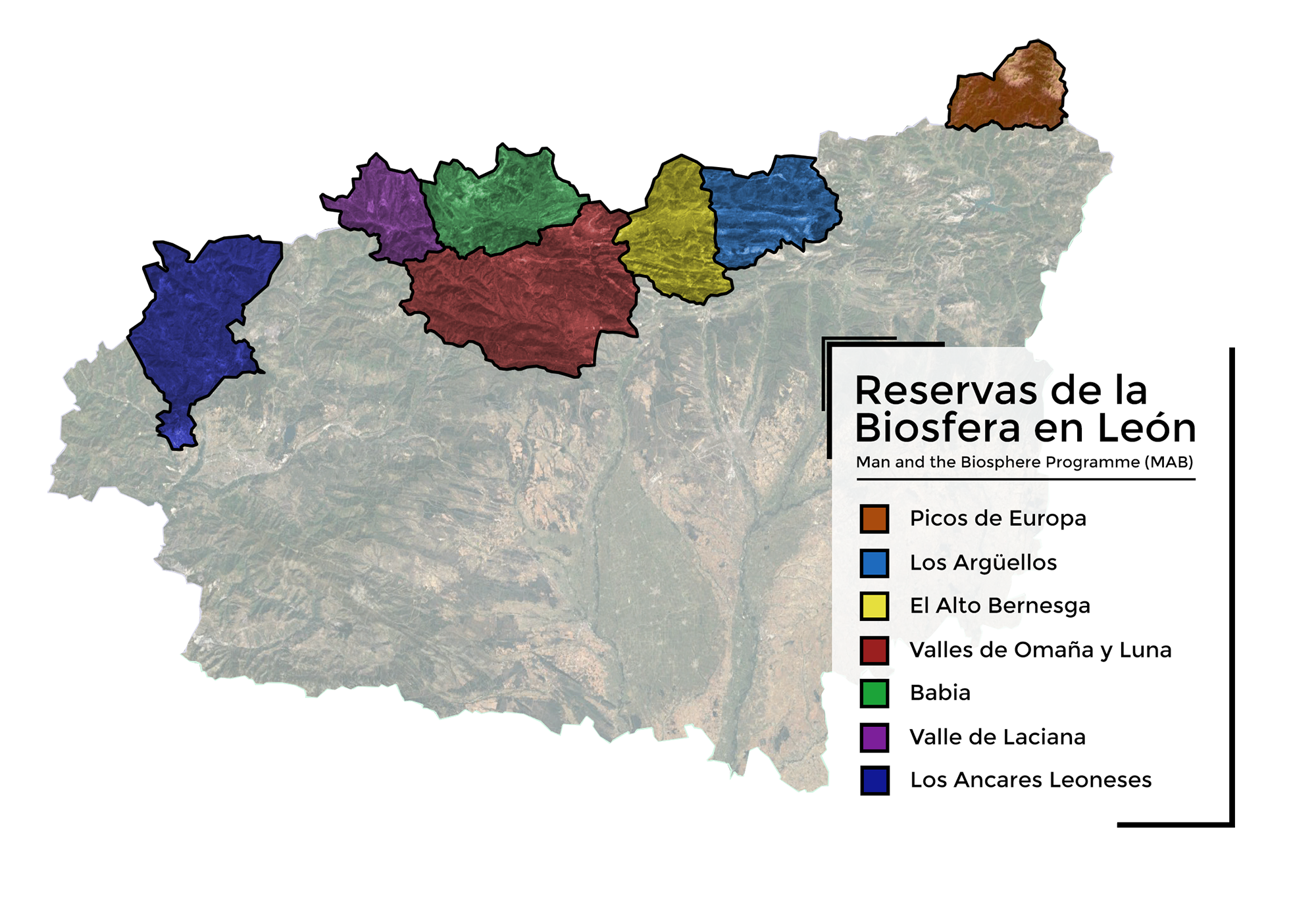
León atesora la mayor concentración de Reservas de la Biosfera en el mundo con cerca del 17 % del territorio declarado

La reserva de la biosfera de los Ancares Leoneses engloba los valles de la sierra de Ancares, en la comarca de El Bierzo, provincia de León, comunidad autónoma de Castilla y León, España. Creada en 2006, protege 56 786 hectáreas. Está formada por los municipios de Valle de Ancares, Vega de Espinareda, Villafranca del Bierzo y Peranzanes, y se gestiona a través de un Consorcio que aglutina a los cuatro Ayuntamientos y al Consejo Comarcal del Bierzo. 

## Situación
Los Ancares Leoneses, situados en el noroeste de la provincia de León, están declarados como Reserva de la Biosfera desde 2006, una figura creada y concedida por la UNESCO dentro de su Programa Persona y Biosfera (MaB). Esta catalogación está reservada para los territorios del planeta con valores sobresalientes en cuanto a su medio natural, social y económico.
El espacio delimitado como Reserva de la Biosfera de los Ancares Leoneses, cuenta con un importante número de recursos naturales, culturales, industriales e inmateriales, que reconocen el legado histórico, social y ambiental de este territorio, y sobre todo la preocupación de sus habitantes por la conservación de sus recursos turísticos.
La Reserva de la Biosfera de los Ancares Leoneses incluye los valles de los ríos Cúa (Valle de Fornela), Ancares (Valle de Ancares) y Burbia.

## Flora y fauna
La flora de la reserva la componen formaciones de robles, acebos y madroños así como mantos de brezo y vegetación propia de ribera en las riberas de ríos y arroyos. La fauna propia se compone de osos, ciervos, cabras montesas, ginetas, jabalíes e incluso algún buitre.